# 범어사 바라
범어사 바라(梵魚寺 바라)는 부산광역시 금정구 범어사에 소장되어 있는 바라 1쌍이다. 2003년 9월 16일 부산광역시의 문화재자료 제26호로 지정되었다.

## 개요
범어사에 소장되어 있는 바라 1쌍이다.
바라는 불교의식구의 하나로 바라춤을 출 때, 향을 공양할 때, 불경을 열람할 때, 설법이나 큰 집회를 행할 때, 장례의식을 할 때, 새 주지를 맞이할 때 등 불교의식시에 사용하는 타악기의 일종이다.
범어사 바라는 놋쇠를 두들겨 제작한 방자유기(方字鍮器)인데, 전체적인 형태는 외반(外反)된 입이 다시 만곡(彎曲)되다가 가운데를 움푹 들어가게 하여 그 곳에 끈을 달기 위한 구멍이 나 있으며, 마치 접시모양으로 생겼다.
제작시기는 한 쪽 바라의 안쪽면에 ‘을해년월일 □□70량(乙亥年月日 □□七十兩)’이라는 조성년도의 간지(干支)와 시주자로 추정되는 기록이 있어 조선후기로 추정된다.
범어사 바라는 놋쇠를 두들겨 제작한 전통적인 방자유기의 제작기법을 잘 보여주고 있을 뿐 아니라, 제작연대가 오래된 귀중한 자료이다.

## 참고 문헌
- 범어사바라 - 국가유산청 국가유산포털